# Новогригорівка (Пологівський район)
Новогриго́рівка — село в Україні, у Гуляйпільській міській громаді Пологівського району Запорізької області. Населення становить 231 осіб. До 2017 орган місцевого самоврядування — Новомиколаївська сільська рада.

## Географія
Село Новогригорівка знаходиться в Балці Грушуватій, по якій протікає пересихаючий струмок з загатами. На відстані 2,5 км розташоване село Новоіванівка.

## Історія
Село Новогригорівка — розташоване на правому березі балки Грушуватої (притока балки Скотуватої, притока річки Янчур). 
Село засноване як поміщицьке на початку XIX ст. На жаль на даний час не відомо жодного документа, який би визначав точний рік заснування села.
Відомо, що засновником населеного пункту був Григорій Синєгуб – представник великого козацького старшинського роду Синєгубів, що були одними з нащадків гетьмана Лівобережної України Павла Полуботка. В Олександрівському повіті було чимало представників цього дворянського роду. Їхні земельні володіння та садиби знаходились переважно у північно-східній частині повіту. Одна з таких родових садиб була Григорівка – названа на честь першого власника та засновника. 
У Олександрівському повіті Синєгуби очолювали переважно військово-кінні дільниці. В 1882 Петро Олексійович Синєгуб очолював військово–кінну дільницю Туркенівської волості, Євгеній Олексійович Синегуб мав таку ж саму посаду у Олександрівській волости, Дмитро Михайлович Синєгуб — в Темирівській, а Костянтин Леонтієвич Синєгуб — у Великомихайлівській.
У 1850 р. село мало дві частини. Одна належала підпоручику Михайлу Григоровичу Синєгубу (1800 р.н.) (у ній мешкало 86 осіб), друга — його дружині Марії Олексіївні Синегубовій (1811-1879) (99 осіб). Назва першої частини — Григорівка — за ім'ям батька Михайла Синєгуба, другої частини — Мар'ївка — за ім'ям його дружини — Марії Олексіївни. 
Власне, Григорівкою називалась західна частина села, де знаходилась садиба власників, а Мар’ївкою — центральна та східна, яка була у власності Марії Олексіївни.  
На 1888 р. частини села розглядались як окремі населені пункти, але вже з початку XX ст. назва фіксується як Новогригорівка по відношенню до обох частин села. Але окремо існувало «сільце» із садибою власників, а окремо саме село. 
Лишається питання з паралельною, не офіційною назвою "Пурхівка". Місцеві легенди та окремі краєзнавці стверджують, що ця назва пішла від прізвища власниці села «пані Пурхан». Однак у жодних документах таке прізвище серед власників села не фіксується. Припускають, що це може бути дошлюбне прізвище дружини останнього власника села із роду Синєгубів, або народне прозвище самої родини Синєгубів, що вживалось селянами. 
Також неподалік села, на балці Скотуватій на початку ХХ ст. існував однойменний хутір Новогригорівський, що належав заможній селянській родині одноосібників Краснокутських. Поряд нього існував власне і хутір Краснокутський. Ці населені пункти тісно пов’язані з с. Новогригорівкою.
Назва «Пурхівка» вживається місцевими частіше, ніж офіційна назва села. Також використовуються похідні самоназви — «пурхани», «пурхівчани».  
На 1859 рік у селі мешкало 205 осіб, на 1913 — 641, на 1923 — 542.
12 червня 2020 року, відповідно до розпорядження Кабінету Міністрів України № 713-р «Про визначення адміністративних центрів та затвердження територій територіальних громад Запорізької області», увійшло до складу Гуляйпільської міської громади.
19 липня 2020 року, у результаті адміністративно-територіальної реформи та ліквідації Гуляйпільського району, село увійшло до складу Пологівського району.

## Населення
Згідно з переписом УРСР 1989 року чисельність наявного населення села становила 252 особи, з яких 119 чоловіків та 133 жінки.
За переписом населення України 2001 року в селі мешкало 237 осіб.

### Мова
Розподіл населення за рідною мовою за даними перепису 2001 року:
| Мова       | Відсоток |
| ---------- | -------- |
| українська | 93,07 %  |
| російська  | 6,06 %   |
| білоруська | 0,87 %   |

## Пам'ятки
Біля села розташована пам'ятка природи — Скотовата Балка.